# 통도사
양산 통도사(梁山 通度寺)는 대한민국 경상남도 양산시에 있는 사찰이며, 영축산 남쪽 기슭에 있다. 
합천 해인사(법보사찰), 순천 송광사(승보사찰)와 더불어 한국 삼보사찰로 불리고 있다. 자장이 당나라에서 가져온 석가모니의 사리와 가사를 봉안하여 불보 사찰이라 불린다. 
대한불교 조계종 제15교구 본사이다. 2018년, '산사, 한국의 산지승원'이라는 명칭으로 유네스코 세계문화유산에 등재되었다.
2023년 5월 4일부터 무료입장이 가능해졌다.

## 역사
신라 선덕여왕 재위 중인 646년(선덕여왕 15)에 자장 율사(慈藏 律師)가 창건한 것으로 전해진다.
창건 당시에 대웅전·적멸궁(寂滅宮)·법당 등의 건물이 있었고, 금강계단에 진짜 부처인 진신사리가 안치되어 있으므로 대웅전에는 부처의 모형인 불상을 만들지 않았다. 절 이름은 영취산의 기운이 서역국 오인도(西域國五印度)의 땅과 통한다고 하여 통도사라 불렀다고 한다. 자장은 이 절에서 금강계단을 쌓고 보름마다 불법을 설파하여 계율종의 근본 도량이 되었다.
그 후 임진왜란 때 불탄 것을 1601년(선조 34)에 유정 대사(惟政 大師)가 중건, 1603년(선조 36)에 송운 대사(松雲 大師)가 재건(증축)하고 다시 1641년(인조 18)에 우운(友雲)이라는 선사(禪師)가 중건하였다.
1950년 6.25 전쟁때 다친 군인들을 받아들여 치료하는 야전병원으로 개방했다.

## 구성
가람 배치는 영축산에서 발원한 '서출동류'하는 하천의 북쪽면을 따라 서에서 동으로  좌향하고 있는데, 진입공간에서 일주문-천왕문-불이문-대웅전으로 이어지는 장축(長軸)과 만세루-3층석탑-영산전으로 이어지는 하로전, 관음전-용화전-대광명전으로 연결되는 중로전 및 중정-대웅전-금강계단 축의 상로전으로 상, 중, 하의 전각의 위계를 가진 부축(副軸)을 아주 낮은 높이차로 구분한 고대시대 이후에 사찰배치로 유래가 없는 '삼원식가람배치'형식을 취하고 있다.
천왕문을 지나 오른편에 극락전·약사전(藥師殿)·영산전(靈山殿)이 있고, 좌측으로 가람각(伽藍閣), 범종각, 만세루(晩歲樓)가 있고, 불이문을 지나 우측으로 관음전, 용화전(龍華殿)·장경각·대광명전(大光明殿) 황화각, 영각 등이 있고, 좌측으로는 원통방(圓通房)·감로당(甘露堂)·명부전(冥府殿)이 있고 정면으로는 대웅전이 배치되어 있다. 대웅전 너머로 응진전(應眞殿), 삼성각, 산신각, 구룡지가 배치되어 있다. 대웅전은 남면으로 배치된 정면 3칸, 측면 5칸의 단층 건물이며, 지붕의 종마루가 우물 정(井)자형을 이룬 독특한 양식의 건물이다.
대웅전의 내부에는 불상이 없는 단순히 배전의 성격만을 지니고 있는데 이는 거대하고 화려한 금강계단이 근접하여 배치되는 중축선상의 배치로 조성되어 있는데, '지성소와 배전'이라는 공간구성형식을 취하고 있기 때문이다. 이는 인도의 '차이티아와 배례공간'이라는 인도의 고대석굴사원에서부터 시작된 불사건축의 기본형식과 다르지 않는데 통도사에서 부처님의 진신사리를 봉안한 금강계단과 배전인 대웅전으로 나위어 있다는 점이 특이하다. 특히 이 절에 보관된 보물334호 동제은입사향로(銅製銀入絲香爐)는 고려시대의 우수한 예술 작품이며 이 밖에 국장생석표(國長生石標)와 신라 시대의 유품인 3층 석탑·사립탑·석상·석등 등은 진귀한 것이다.
통도사에는 65동의 건물과 13개의 말사(末寺)를 가지고 있어 해인사·송광사와 함께 대한민국 3보사찰의 하나로 손꼽히고 있다.

## 문화재

### 통도사
2018년 1월 4일 경상남도의 기념물 제289호로 지정되었다.
통도사는 신라 선덕여왕 14년(646년), 자장율사에 의해 창건되었다. 영축산은 부처님 당시 마가다국 왕사성의 동쪽에 위치한 산 이름이다. 이 산의 모양이 불법을 직접 설하신 인도 영축산과 통한다 하여 통도사라 한다. 또한 승려가 되려는 사람은 모두 부처님의 진신사리를 모신 금강계단에서 계를 받아야 한다는 의미에서 통도사라 한다.
대웅전은 본래 석가모니를 모시는 법당을 가리키지만, 통도사의 대웅전에는 불상을 따로 모시지 않고 건물 뒷면에 금강계단을 설치하여 부처님의 진신사리를 모시고 있다. 지금의 건물(대웅전)은 신라 선덕여왕 때 처음 지었고, 임진왜란 때 불에 탄 것을 조선 인조 23년(1645)에 다시 지은 것이다.
아울러 불가에서 금강계단은 승려가 되는 과정 중 가장 중요한 수계의식이 이루어지는 곳으로 부처님이 항상 그곳에 있다는 상징성을 띠고 있으며, 지금 있는 금강계단은 고려·조선 시대를 거쳐 여러 차례 수리한 것으로 우리나라 전통적인 금강계단의 형태를 띠고 있다.
이처럼 통도사는 국보로 지정된 조선 중기의 대표적 건축인 대웅전과 부처님의 진신사리를 담고 있는 금강계단을 비롯하여 탑․석등 등 무수한 문화재들이 산재하고 있는 곳으로 경상남도 기념물로 지정한다.

### 통도사 대웅전 및 금강계단
양산 통도사 대웅전 및 금강계단(梁山 通度寺 大雄殿 및 金剛戒壇)은 국보 제290호로, 통도사에 있는 정면 3칸, 측면 5칸의 겹처마 팔작지붕 건물의 법당이다. 통도사의 가람건축들은 대부분 동서방향으로 배치되어 있으나 대웅전은 남쪽을 향하고 있으며, 뒤쪽에는 금강계단이 있다. 계단의 사리탑 속에는 자장이 당나라에서 가져온 석가의 진신사리(眞身舍利)가 봉안되어 대웅전 안에는 불상을 안치하지 않고 큰 불단만을 마련하였다.1961년 7월 보수공사 때 발견된 동쪽 합각(合閣) 머리의 서까래 세 개에 쓰여 있는 순치이년갑신오월(順治二年甲申五月)의 묵서명(墨書銘)으로 미루어 보아 이 건물이 1645년(인조 23)에 건축된 것임을 알 수 있다.

### 통도사 봉발탑
통도사 봉발탑(通度寺奉鉢塔)은 보물 제471호로, 고려시대의 탑이며 높이는 약 3m이다. 통도사의 용화전 앞에 세워져 있다. 기단부와 발형(鉢形)의 신부(身部)로 된 석조물로서 하대석은 사각형 지대석 위에 놓였고 원형의 측면에 두 줄의 테를 둘렀다.

### 영산전 벽화
양산 통도사 영산전 벽화(梁山 通度寺 靈山殿 壁畵)는 경상남도 양산시, 통도사 사찰에 있는 조선시대의 벽화이다. 2011년 4월 29일 대한민국의 보물 제1711호로 지정되었다.

## 설화
대웅전 옆의 연못은 구룡지(九龍池)로 불리며, 통도사 창건에 얽힌 이야기가 남아 있다. 자장이 당나라에서 수행할 때 문수보살이 진신사리와 가사를 주면서 신라 영축산의 독룡 아홉 마리가 살고 있는 연못을 메워 금강계단을 세우고 봉안하라고 알려주었다. 자장이 여덟 마리의 용은 쫓아 보냈으나, 마지막 남은 용이 연못에 남아 터를 지키고 싶어하여 연못 일부를 메우지 않고 남겨둔 것이 지금의 구룡지라는 전설이다.

## 갤러리
- 구름교
- 일주문
- 대웅전
- 극락전 후면 벽화
- 금강계단 진신사리 자비보탑
- 석등
- 박물관
- 사천왕상

## 같이 보기
- 사찰음식
- 범어사

## 참고자료
- “통도사 소개 > 창건과 역사”. 통도사. 2009년 8월 13일에 원본 문서에서 보존된 문서. 2008년 4월 26일에 확인함.
- 권기봉 (2002년 8월 2일). “불상 아닌 '부처'를 만날 수 있는 곳 - [문화유산답사29] 양산 '통도사' 둘러보기(3)”. 오마이뉴스. 2008년 4월 26일에 확인함. |제목=에 지움 문자가 있음(위치 1) (도움말)